# Lefkandi

Lefkandi auf der Lelantischen Ebene

Lefkandi (auch Levkanti, griechisch Λευκαντί (n. sg.)) ist ein Dorf auf der griechischen Insel Euböa. Es ist der Küstenort der rund 5 km entfernten Kleinstadt Vasiliko, die zur Gemeinde Chalkida gehört, und befindet sich an der Mündung des Flusses Lilas, etwa 14 km südöstlich von Chalkida, der heute größten Stadt auf der Insel. Landschaftlich liegt Lefkandi sowohl am südlichen Rand der fruchtbaren Lelantischen Ebene als auch an der Westküste der Insel am Golf von Euböa. Heutzutage lebt der Ort vor allem vom Fremdenverkehr.
Aufgrund archäologischer Funde auf dem Xeropolis (altgriechisch Ξερόπολις, „trockene Stadt“) genannten Hügel in der Nähe des Ortes besitzt Lefkandi für die Altertumswissenschaften eine große Bedeutung für die Erforschung der griechischen Frühzeit. So wurden drei Nekropolen identifiziert, deren Gräber Keramik aus spätmykenischer bis protogeometrischer Zeit enthalten und somit eine kontinuierliche Besiedlung des dazugehörigen Ortes vermuten lassen.
Für Lefkandi ist kein antiker Name überliefert. Möglicherweise ist es mit dem von Demosthenes erwähnten, mythischen Argoura (altgriechisch Αργούρα) identisch. Unabhängig vom antiken Namen ist es jedoch sehr wahrscheinlich die Mutterstadt Eretrias, das von Strabon erwähnte alte Eretria (altgriechisch παλαιὰ Ἐρέτρια).

## Archäologie
Die Ausgrabungen bei Lefkandi durch den Altertumsdienst Athen zusammen mit der British School at Athens begannen 1964. Es wurden sechs Nekropolen entdeckt und Schnitte im Bereich des Xeropolis angelegt. Die Funde erregten schon früh Aufsehen, weil sie wichtige neue Erkenntnisse über die „Dunklen Jahrhunderte“ erbrachten und mit den Homerischen Epen in Zusammenhang gebracht wurden. Die Archäologen wiesen eine kontinuierliche Besiedlung seit dem 3. Jahrtausend v. Chr. nach. Im 16. Jahrhundert v. Chr. war Lefkandi eine prosperierende mykenische Siedlung. Nach der Zerstörung der Mykenischen Städte um 1200 v. Chr. setzte sich die Besiedlung kontinuierlich fort und erfuhr sogar einen Aufschwung.
Eine besondere Stellung im Bereich der Ausgrabungsstätte nehmen die Überreste eines etwa 50 × 15 m großen Gebäudes mit den darin enthaltenen Gräbern ein, das sog. Heroon, das 1980 entdeckt wurde. Das Ende des 10. Jahrhunderts v. Chr. errichtete Haus besaß in der Mitte eine Pfostenreihe, die als Stütze für eine Dachkonstruktion diente. Während im Grundriss die östliche Schmalseite rechtwinklig ist, schließt das Haus im Westen mit einer Apsis ab. Um das Gebäude verlaufende Pfostenlöcher lassen auf das Vorhandensein eines Vordaches schließen. Insgesamt erinnert der Grundriss des Gebäudes stark an Vorformen griechischer Tempelarchitektur, wie sie zum Beispiel in Thermos gefunden wurden. Die zwei Gräber befinden sich in der Mitte des Hauses. Das nördliche Grab enthielt die Knochen von vier Pferden. Im südlichen Grab wurde hingegen das Skelett einer Frau und eine Bronzeurne mit den verbrannten Resten eines Mannes gefunden. Die Grabbeigaben waren für die Zeit sehr reich. So wurde unter anderen der Frau Goldschmuck sowie ein eisernes Messer und dem Mann ein eisernes Schwert mit ins Grab gegeben. Die nicht vorhandenen Wohnspuren deuten darauf hin, dass das Haus wohl nur zum Zwecke der Bestattung beider Personen genutzt wurde. Das gesamte wohl noch unfertige Haus wurde nach der Bestattung eingerissen und zu einem Tumulus verfüllt. Das würde auf eines der typischen Heroa deuten, wie sie bei Homer beschrieben sind. Allerdings ist nicht klar, ob das Haus vor den Bestattungen nicht auch als Wohnstätte oder zu anderen Zwecken, womöglich einem Anaktoron genutzt wurde. Daran anschließend entstand ein Gräberfeld der oberen sozialen Schicht der nahe gelegenen Siedlung im 9. Jahrhundert.
Insgesamt legen die Funde von Lefkandi nahe, dass es trotz des Zusammenbruchs der mykenischen Palastkultur, des wirtschaftlichen Niedergangs und Wanderungserscheinungen nach 1200 v. Chr. auch Orte mit Siedlungskontinuität gab. Einen Bruch gab es auf dem Xeropolis lediglich um 1100. Die figürlich verzierte Keramik, die Bestattung der Toten, die mit großen Pithoi bedeckt waren, deutet auf die Zuwanderung neuer Bewohner hin. Gegen Ende des 11. Jahrhunderts erfolgt ein erneuter enormer Aufschwung, der den Ort mit der Stadt Athen gleichziehen ließ. Außerdem zeigt die Entdeckung eines Hauses dieser für die Zeit untypischen Größe, dass bereits für das 10. Jahrhundert v. Chr. mit einer erstarkenden Oberschicht zu rechnen ist, die auch in der Lage war erhebliche Mittel für ihre Bedürfnisse zu akkumulieren. Die Funde beweisen eine reiche Handelsbeziehungen zu Attika, dem Nahen Osten, Zypern und Ägypten, die auf Kontakte zu den Phöniziern hinweisen.
Um 825 v. Chr. hören die Grabbestattungen auf. Lefkandi wurde um 800 v. Chr. durch einen Brand schwer zerstört und in seiner Bevölkerung stark dezimiert. Praktisch zeitgleich begann der rasante Aufstieg der einstigen Hafenstadt Eretria. Um 700 v. Chr. wurde Lefkandi ein weiteres Mal zerstört und endgültig verlassen. Vermutlich handelte es sich dabei um die feindliche Zerstörung der Stadt durch Chalkis im Lelantischen Krieg.

## Lefkandi und Homer
Peter Blome hat den sehr reizvollen Vergleich der archäologischen Befunde des Heroon von Lefkandi mit der von Homer beschriebenen Kremation des Patroklos in mehreren Artikeln vollzogen. Hierin folgte ihm auch Carla M. Antonaccio. Viele der bei Homer beschriebenen Totenriten lassen sich archäologisch nicht fassen, allenfalls ikonografisch, was aber für diese frühe Zeit bisher nicht gelang. Peter Blome sieht die Ekphora durch die vier inhumierten Pferde bestätigt, zwei von ihnen hielten noch die eiserne Trense im Maul. Sie sollen den Leichenwagen gezogen haben. In der von Homer beschriebenen Patroklos-Bestattung werden die vier Pferde mit verbrannt. Bei Homer ist nur die Kremation als Bestattungsart belegt, in Lefkandi begegnet auch die Inhumation. Auch die Beigaben wurden nicht, wie bei Homer beschrieben, verbrannt. Daraus wurde geschlossen, dass man den Sinn der Totenriten schon nicht mehr verstand. Auch an eine Witwentötung wurde bei der Frauenbestattung gedacht, was aber auf einem zu geringen Ausgrabungsbefund steht und daher zweifelhaft ist. Auf das Löschen des Feuers mit Wein (Ilias 23, 250; 24, 791) könnte der in der Nähe des Grabes gefundene Krater hinweisen, was aber ebenfalls sehr vage ist. Die bronzene Amphore der Brandbestattung des 30 bis 45 Jahre alten Mannes findet ihre deutliche Parallele in Patroklos’ goldener Phiale (Ilias 23, 243, 253), Hektors goldener Larnax (Ilias 24, 795) und Achills goldenen Amphore (Odyssee 24, 74). Die Amphora aus Lefkandi soll eine zyprische Arbeit gewesen sein, die schon 100 bis 200 Jahre alt, also von hohem Wert war. Bei der Kremation in Lefkandi wurde der Leichnam in ein Tuch gewickelt, was wiederum seine Parallele in Homers Beschreibung der Kremation des Hektors hat (Ilias 24, 796). Auch entspricht der Tumulus (Grabhügel) der homerischen Sitte.